# Barun Goyotformatie
The Barun Goyotformatie of West Goyotformatie is een geologische formatie uit het late Krijt die ligt in het bekken van de Gobiwoestijn in de provincie Ömnögovĭ van Mongolië.
De Barun Goyotformatie stond vroeger bekend als de Lower Nemegt Beds, omdat ze onder de Nemegtformatie ligt en boven de Djadochtaformatie. De Rode bedden van Chermeen Tsav behoren ook tot de formatie. De formatie is 10 cm dik en is 75 tot 71 miljoen jaar oud. De formatie dateert daarmee uit het Campanien of, minder waarschijnlijk, het Maastrichtien. De Barun Goyotformatie omvat een omgeving van duinen van door de wind verweerde rots. De Barun Goyotformatie is vooral bekend als vindplaats van vele fossielen.